# Woronichinia
Woronichinia – rodzaj jednokomórkowych lub kolonijnych sinic, należących do klasy Cyanophyceae, rzędu Synechococcales. Nazwa upamiętnia rosyjskiego (radzieckiego) botanika Nikołaja Woronichina.

## Budowa
Woronichinia tworzy mikroskopijne kolonie od sferycznych do nieregularnie elipsoidalnych, często składających się z podkolonii. Kolonie otoczone są cienką galaretowatą otoczką. 
Komórki wewnątrz kolonii umieszczone są na końcach stylików, czasem wewnątrz nich. Styliki są grube, rozpoczynają się w środku kolonii i są położone promieniście lub równolegle. Starsze styliki są równie szerokie jak komórki. Upakowanie stylików sprawia, że galaretka wypełniająca kolonię jest warstwowana. Wraz ze starzeniem się kolonii styliki stają się mniej wyraźne.
Komórki mają kształt elipsoidalny, szeroko owalny do prawie kulistego w rzadszych przypadkach. Zwykle o długości do 6, ewentualnie 7 μm. Upakowane gęsto na obwodzie kolonii, zwłaszcza w starszych koloniach. Mają barwę bladą – sinozieloną lub żółtawą. Mogą zawierać aerotopy.

## Rozmnażanie
Pomnaża się przez uwalnianie pojedynczych komórek z kolonii. Wewnątrz kolonii komórki dzielą się i natychmiast oddzielają. Niedługo po podziale komórki dzielą się styliki, przez co na jednym styliku praktycznie cały czas jest tylko jedna komórka.

## Ekologia i występowanie
Kolonie pływają wolno jako element fitoplanktonu, także tychoplanktonu, rzadziej metafitonu lub epipelonu. Spośród gatunków zawierających aerotopy trzy mogą powodować zakwity wód. Jest to m.in. W. naegeliana.
W Polsce pospolite w planktonie są gatunki Woronichinia naegeliana i Woronichinia compacta (zwłaszcza w okolicach Bałtyku). Na Słowacji notowano W. naegeliana i przedstawicieli rodzaju bez zidentyfikowanego gatunku w licznych zbiornikach zaporowych, ale też w rzekach.

## Gatunki
W serwisie AlgaeBase pod koniec 2017 roku skatalogowane było 19 gatunków o potwierdzonym statusie:
- Woronichinia botrys
- Woronichinia compacta
- Woronichinia delicatula
- Woronichinia elorantae
- Woronichinia fremyi
- Woronichinia fusca
- Woronichinia hungarica
- Woronichinia karelica
- Woronichinia klingiae
- Woronichinia kuseliae
- Woronichinia meiocystis
- Woronichinia microcystoides
- Woronichinia naegeliana
- Woronichinia obtusa
- Woronichinia problematica
- Woronichinia radians
- Woronichinia robusta
- Woronichinia ruzickae
- Woronichinia tenera

W literaturze przedstawiciele tego rodzaju bywają opisywani w ramach rodzaju Gomphosphaeria.